# 山田一夫

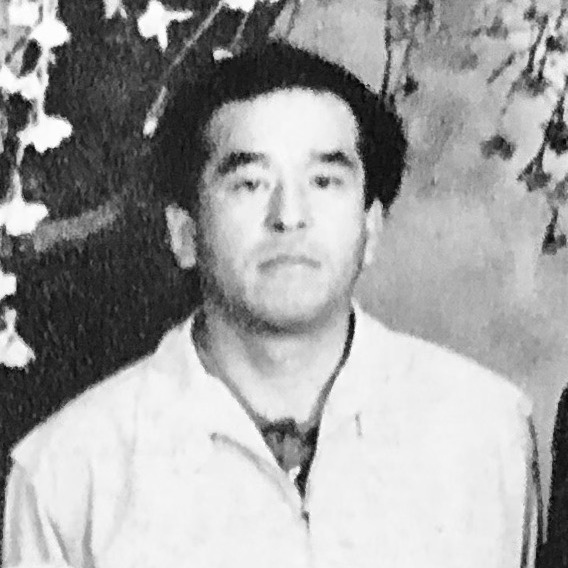
山田一夫

山田 一夫（やまだ かずお、1919年3月25日 - 2006年1月29日）は、日本の撮影監督。東京都出身。孫に芸人の吉田猛々。

## 経歴
1944年に東宝の撮影助手として入社。三浦光雄、中井朝一らに師事する。その後東宝の三船敏郎が独立した三船プロダクションに参加。

## エピソード
第二次世界大戦終戦直後、山田は三船敏郎の東宝入社に一役買っている。当時、三船敏郎が、カメラマンの仕事を求めて東宝撮影部助監督だった大山年治を訪ねたとき、撮影部は空きがなかったため、とりあえずニューフェイスの募集にいくようにすすめられる。受かれば後日、撮影部の空きが出次第呼ぶと約束される。当時東宝の撮影部の委員をしていた山田は、大山からその話を聞き、また、三船の体格がよかったため、機材を運ぶ重労働にも役に立つと判断し、ニューフェイスの審査員の一人であるカメラマンの三浦光雄に、三船が採用されるように依頼する。さらに、ニューフェイスの審査員長をしていた山本嘉次郎監督にも、後に撮影部に空きが出たときに引き取るからと約束し、頭を下げて採用をお願いしている。そのおかげもあって本来は不合格だったところ、山本監督、また黒澤監督が周囲を説得し、三船は東宝のニューフェイス募集に合格する。後の話になるが、三船が独立したときには、山田を三船プロダクションに迎え入れ、多くの作品の撮影を依頼した。

## 代表作
- 1952年4月10日 - お国と五平
- 1953年3月26日 - ひまわり娘
- 1953年10月21日 - 太平洋の鷲
- 1954年2月10日 - さらばラバウル
- 1954年10月13日 - 幽霊男
- 1956年7月5日 - 鬼火
- 1957年8月27日 - 東北の神武たち
- 1958年4月22日 - 無法松の一生
- 1959年10月25日 - 日本誕生
- 1959年 - 或る剣豪の生涯
- 1960年1月3日 - 暗黒街の対決
- 1960年4月10日 - 電送人間
- 1961年8月13日 - 紅の海
- 1961年9月17日 - ゲンと不動明王

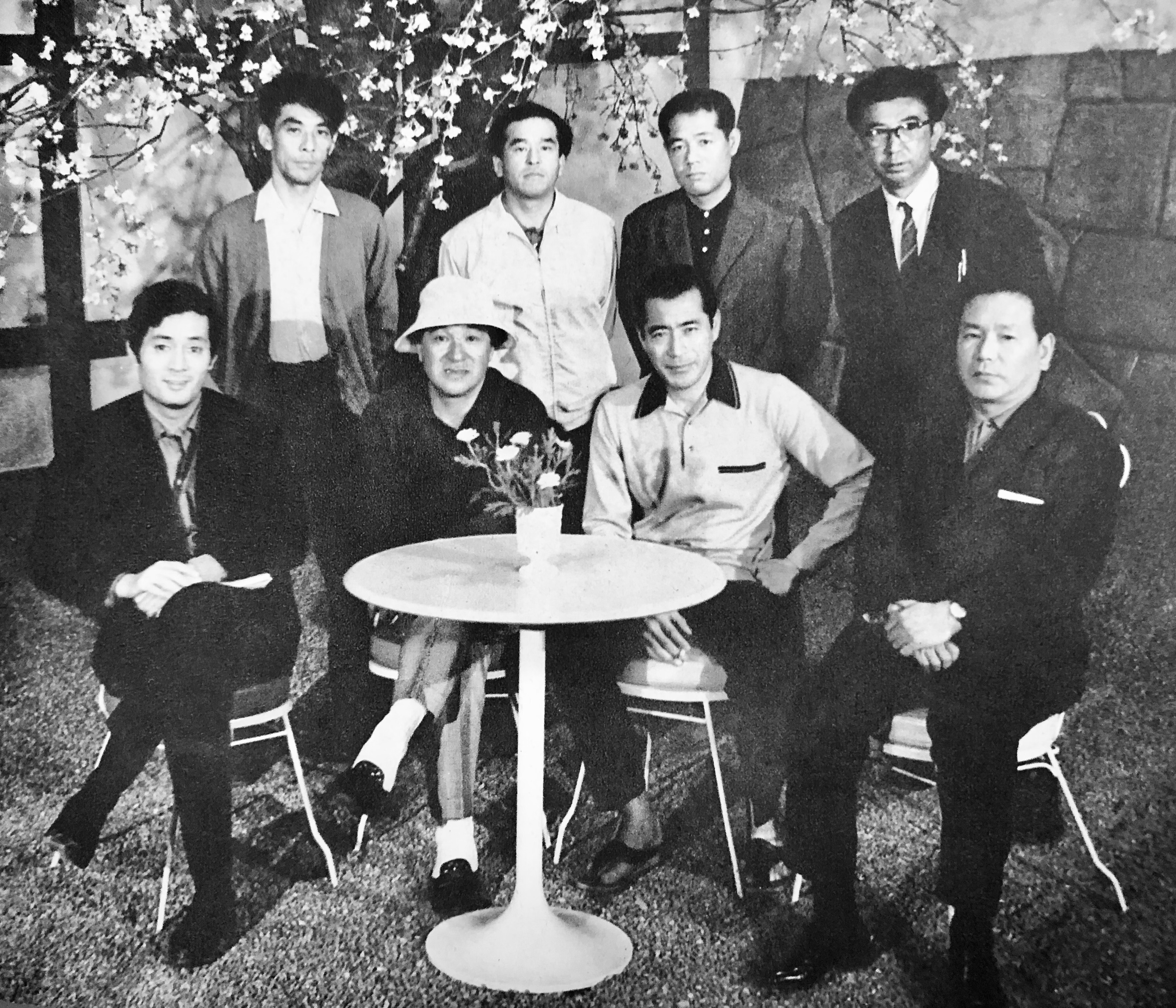
『上意討ち 拝領妻始末』（1967年）のスタッフとキャスト。
前列左から、仲代達矢、小林正樹、三船敏郎、田中友幸。後列左から、松江陽一、山田一夫、奥山重之助、田実泰良。

- 1962年11月3日 - 忠臣蔵 花の巻・雪の巻
- 1963年3月1日 - 天国と地獄（撮影応援）
- 1963年 - 秘剣
- 1964年3月20日 - 続・若い季節
- 1966年4月28日 - 奇巌城の冒険
- 1966年7月13日 - ゼロ・ファイター 大空戦
- 1966年12月17日 - ゴジラ・エビラ・モスラ 南海の大決闘[1]
- 1967年5月27日 - 上意討ち 拝領妻始末
- 1967年9月30日 - 育ちざかり
- 1967年12月16日 - 怪獣島の決戦 ゴジラの息子[1]
- 1968年3月16日 - 100発100中 黄金の眼
- 1968年8月14日 - 連合艦隊司令長官 山本五十六
- 1969年12月5日 - 新選組
- 1970年2月14日 - 幕末
- 1970年8月11日 - 激動の昭和史 軍閥

## 受賞歴
- 1959年 - 第13回日本映画技術賞撮影賞